# Black Sea (film)
Pour les articles homonymes, voir Black Sea.
Pour plus de détails, voir Fiche technique et Distribution.
Black Sea est un film britannico-russo-américain réalisé par Kevin Macdonald et sorti en 2014.
Le film suit un capitaine de sous-marin qui est embauché pour trouver un trésor à bord d'un U-Boot allemand de la Seconde Guerre mondiale gisant au fond de la mer Noire. Il décide alors de former une équipe pour pouvoir le retrouver mais la quête de ce trésor risque de ne pas se passer comme prévu.

## Synopsis
Vincent Robinson, capitaine de sous-marin, apprend qu'il sera licencié après 11 années de service chez AGORA, une société de sauvetage. Le représentant des ressources humaines lui annonce que l'entreprise a changé ses priorités et n'a plus besoin de sous-marins. Malgré ses compétences, Robinson reçoit une indemnité de départ et est sommé de quitter son bureau le jour même. Dévasté, Robinson rentre dans son petit appartement et retrouve de vieilles photos de famille, se remémorant sa perte et son échec dans la recherche d'un nouvel emploi.
Lors d'un entretien, Robinson explique avoir quitté la Marine en raison de conflits avec des supérieurs. En visitant son fils à l'école, il ressent de la nostalgie en voyant son ex-femme, Chrissy. Plus tard, dans un bar, Robinson retrouve son ami Kurston, également licencié, qui lui parle d'une opportunité de faire fortune.
Robinson est invité à un manoir où un avocat, Daniels, lui explique qu'il doit éviter de demander à l'investisseur M. Lewis combien il investira. Daniels raconte une histoire sur un U-Boot allemand perdu en mer avec un trésor d'or, et propose à Robinson de récupérer l'or en échange de sa coopération. Robinson accepte, demandant un sous-marin et une équipe de douze hommes, moitié Britanniques, moitié Russes, pour l'expédition. Lewis accepte les conditions, et Robinson sélectionne l'équipage, comprenant Reynolds, Gittens, un marin endetté, et Fraser, un plongeur réputé.
Robinson découvre que Kurston s'est suicidé pour permettre à sa famille de toucher l'assurance. Choqué, Robinson invite Tobin, un jeune ami de Kurston, à rejoindre l'expédition. En Crimée, l'équipage trouve un sous-marin vieux et rouillé, inspecte l'état de l'appareil, et charge les provisions. Peters, le plus âgé, informe que le sous-marin a une batterie chargée à 70 %, une radio de secours, et un moteur diesel avec une fuite. Robinson cache trois combinaisons de plongée et note que les tensions sont élevées entre les membres britanniques et russes.
Robinson explique que l'équipage cherchera un U-Boot perdu avec de l'or et que chaque homme recevra une part égale. Daniels, inquiet, ne s’oppose pas. Les tensions augmentent, et Fraser se montre de plus en plus instable, insultant les autres membres de l'équipage. Robinson découvre que Gittens a un billet de loterie gagnant de 30 000 livres et souhaite quitter le navire. Robinson détruit le billet et la radio de communication pour éviter la trahison.
Des conflits éclatent, et Fraser tue un traducteur, ce qui déclenche une explosion accidentelle, faisant couler le sous-marin et tuant Gittens. Robinson, inconscient après l'explosion, rêve de sa famille. À son réveil, le sous-marin est au fond de l'océan avec environ 36 heures d'énergie restante. Les tensions entre les équipes continuent. Robinson tente de maintenir l'unité en expliquant que la survie dépend de leur coopération.
Robinson détermine que récupérer l'arbre de transmission d'un U-boat voisin pourrait réparer leur sous-marin. La pièce, conservée dans les profondeurs pauvres en oxygène de la mer Noire, vaut la peine d'être récupérée. Fraser et Peters se débarrassent des corps par les tubes lance-torpilles. Baba improvise un sonar en frappant la coque pour localiser leur position. Zaytsev menace Fraser après leur situation actuelle, mais Fraser accepte la menace et préfère s'en occuper plus tard.
Robinson et Morozov évaluent leur position et décident qu'ils pourraient être proches de l'U-boot. Robinson choisit d'enquêter et a besoin de plongeurs. Fraser est disponible, et Tobin se porte volontaire, ayant une expérience de plongée. Robinson demande à Tobin de suivre Fraser.
Les plongeurs, équipés des outils nécessaires, descendent. Fraser et Tobin naviguent vers l'emplacement supposé de l'U-boot. Tobin faillit tomber d'une falaise, mais est sauvé par Fraser. Peters prépare un chariot pour transporter l'arbre de transmission. Ils découvrent l'U-boot enseveli sous le sable après que Tobin ait repéré une croix gammée, ravivant leur espoir.
À l'intérieur du submersible nazi, ils trouvent qu'il ne s'est pas rempli d'eau, mais que l'air est contaminé au chlore. Ils voient les squelettes de l'équipage, certains issus de suicides, d'autres de cannibalisme. Peters et Tobin récupèrent l'arbre de transmission, tandis que Fraser l'or. Ils chargent l'arbre sur le chariot, qui est remorqué par le sous-marin avec un treuil, mais ont du mal à le manœuvrer le chariot en raison de la boue épaisse et de la surcharge d'or. Peters avertit d'une falaise imminente, mais Fraser insiste pour garder l'or. Dans la lutte, Peters tombe de la falaise et meurt. Fraser est dévasté, n'ayant jamais perdu de plongeur auparavant.
L'équipage, désormais réduit à neuf, a besoin de chaque membre pour faire fonctionner le sous-marin. Daniels révèle à Robinson que Lewis était un acteur et que l'expédition était financée par AGORA, l'ancien employeur de Robinson, pour l'inciter à récupérer l'or. AGORA a déjà conclu un accord avec le gouvernement géorgien pour la moitié de l'or et prévu de ne rien donner à l'équipage. Robinson est furieux, réalisant que le suicide de son ami Kurston était lié à la culpabilité et que Tobin, un homme innocent, était en danger. Robinson enferme Daniels dans une cabine pour le protéger de représailles de la part de l'équipage.
L'équipage, en colère contre la trahison de Daniels, doit choisir entre remonter à la surface pour affronter AGORA ou risquer tout pour une chance de survie. Robinson propose de naviguer à travers des criques vers la Turquie pour accoster en toute sécurité, affirmant que céder serait se soumettre à la manipulation d'AGORA. Il les encourage à persévérer pour leur propre survie.
Ils chargent l'or dans le sous-marin par les tubes lance torpilles et adaptent l'arbre d'hélice. Robinson estime la valeur de l'or à plus de 182 millions de dollars. Il dit à Daniels de quitter la pièce barricadée, affirmant son intention d'aider. Daniels tente de convaincre Fraser que Robinson a perdu le contrôle, mais Fraser refuse d'écouter, même lorsque Daniels utilise l'exemple ses propres enfants pour l'influencer.
Le sous-marin est remis en marche et commence à naviguer mais frotte bientôt contre les parois étroites de la crique. Robinson insiste pour continuer à malgré les objections, arguant que le risque en vaut la peine pour leur objectif presque final. Daniels chuchote secrètement à Fraser de saboter le sous-marin, entraînant ce dernier à désactiver un instrument et à tuer Zaytsev avec une clé. Lorsqu'ils sont confrontés, Daniels et Fraser inventent une histoire sur la mort de Zaytsev, mais Robinson n'est pas dupe et condamne Daniels pour la trahison.
Un accident provoque une explosion qui endommage le sous-marin et le fait plonger vers sa profondeur d'écrasement de 350 mètres. L'eau envahit le navire, et Robinson, Fraser, Tobin et d'autres luttent pour gérer la fuite. Tobin est gravement assommé. Daniels, scellant maintenant des compartiments pour condamner le reste de l'équipage, enferme Fraser, Reynolds et Baba pour les noyer. Le compartiment se remplit d'eau, entraînant la mort de Baba et Reynolds. Daniels lui-même se retrouve piégé lorsque sa ceinture se coince dans une porte, conduisant à sa noyade.
Robinson parvient à réanimer Tobin. Ils ne sont plus que trois. Robinson révèle qu'il avait gardé des combinaisons de secours pour une telle urgence mais ne les avait pas révélées plus tôt pour maintenir l'espoir. Morozov, d'abord en colère, accepte la situation. Tobin et Morozov s'équipent, et Robinson prépare à les envoyer à la surface via les tubes lance torpilles. Tobin demande s'ils peuvent prendre une barre d'or, mais Robinson refuse, car ce serait trop lourd.
Robinson étreint brièvement Tobin, lui conseillant de prendre soin de son enfant. Il prévoit d'utiliser un levier d'urgence pour s'échapper lui-même, mais Morozov réalise que Robinson ne survivra pas. Tobin et Morozov sont lancés à la surface, tandis que Robinson attend sa fin, assis sur le tas d'or. Revenus à la surface sains et saufs, Tobin et Morozov trouvent la troisième combinaison avec de l'or et une photo de la famille de Robinson, qui s'est sacrifié pour assurer l'avenir de Tobin et de sa famille.

## Fiche technique
Sauf indication contraire, les informations mentionnées dans cette section peuvent être confirmées par la base de données cinématographiques IMDb,  présente dans la section « Liens externes ».
- Titre original et français : Black Sea
- Titre québécois : Mer Noire
- Réalisation : Kevin Macdonald
- Scénario : Dennis Kelly
- Musique : Ilan Eshkeri
- Direction artistique : Hattie Storey
- Décors : Nick Palmer
- Costumes : Natalie Ward
- Photographie : Christopher Ross
- Montage : Justine Wright
- Production : Kevin MacDonald et Charles Steel
- Sociétés de production : Cowboy Films, Film4, Focus Features, Etalon Film et Stage 6 Films
- Sociétés de distribution : Focus Features (États-Unis), Universal Pictures International (Royaume-Uni), Districup (France)
- Pays de production :  Royaume-Uni,  États-Unis,  Russie
- Langues originales : anglais, russe
- Format : Couleurs
- Genre : aventures, thriller, drame
- Durée : 115 minutes
- Dates de sortie :
  - Royaume-Uni : 5 décembre 2014
  - États-Unis : 23 janvier 2015[1].
  - France : 21 octobre 2015 (directement en vidéo)

## Distribution
- Jude Law (VF : Xavier Fagnon) : le capitaine Robinson
- Bobby Schofield  : Tobin
- Grigori Dobryguine (VF : Tony Marot) : Morozov
- Scoot McNairy (VF : Thomas Roditi) : Daniels
- Constantin Khabenski  : Blackie
- Ben Mendelsohn (VF : Patrick Béthune) : Fraser
- Michael Smiley : Reynolds
- David Threlfall (VF : Achille Orsoni) : Peters
- Sergueï Puskepalis : Zaïtsev
- Sergueï Weskler (ru) : Baba
- Sergueï Kolesnikov (en) : Levtchenko
- Branwell Donaghey : Gittens
- Daniel Ryan : Kurston
- Tobias Menzies (VF : Thibaut Belfodil) : Lewis
- Jodie Whittaker  : Chrissy
- Karl Davies (en) (VF : Christophe Desmottes) : Liam

 Source et légende : version française (VF) sur RS Doublage

## Production
L'acteur anglais Jude Law a dû s'entraîner à développer son accent écossais pour qu'il puisse coller au personnage qu'il interprétait.
Les scènes de plongée de Black Sea sont tournées dans le Medway au nord du comté de Kent, dans l'est de l'Angleterre. Le tournage ayant lieu majoritairement dans l’eau, l’équipe a dû faire face à plusieurs difficultés. Il a même été arrêté pendant quelque temps à cause d’un problème chimique nécessitant de vider un conteneur d’eau, de le remplir et de le réchauffer. Le sous-marin utilisé est un ancien sous-marin soviétique surnommé Black Widow.

## Accueil

### Accueil critique
Sur l'agrégateur américain Rotten Tomatoes, le film récolte 80 % d'opinions favorables pour 135 critiques. Sur Metacritic, il obtient une note moyenne de 62⁄100 pour 33 critiques.